# Roscoea praecox
Roscoea praecox é uma planta herbácea de folhagem persistente que ocorre na província chinesa de Iunã. Como a maioria dos membros da família do gengibre (Zingiberaceae), a qual pertence, é tropical, mas como outras espécies do gênero Roscoea, cresce melhor em regiões montanhosas e geladas. As vezes é usada como árvore ornamental em jardins.

## Descrição
Roscoea praecox é uma planta herbácea perene. Como todos membros do gênero, seca anualmente até um curto rizoma vertical, que está ligado à raízes tuberosas. Quando começa a crescer novamente, "pseudopecíolos" são produzidos: estruturas que lembram pecíolos porém são formadas pelas bainhas firmemente enroladas de suas folhas. As flores aparecem antes das folhas terem crescido completamente. As plantas normalmente têm 7 a 30 centímetros de altura. As primeiras 4 ou 5 folhas consistem de apenas uma bainha, têm veias acastanhadas. As folhas restantes, que não se desenvolvem durante o período de floração, têm uma lamina, com uma lígula muito pequena entre a bainha e a lamina.
Em seu habitat natural, floresce entre abril e junho. O pedúnculo da haste da flor pode ser escondido ou sobressaltado pelas bainhas foliares. Uma a três flores se abrem juntas, e podem ter varias cores, como púrpura, violeta ou branca. As brácteas que subtendem as flores têm 4 à 6,5 centímetros de comprimento.
Tem um estame de cor creme com esporas de cerca de 7 centímetros de comprimento, formadas a partir do tecido conjuntivo entre as duas cápsulas da antera.

## Cultivo
Algumas espécies do gênero Roscoea são cultivadas em jardins rochosos. Elas geralmente requerem uma posição relativamente ensolada com retenção de umidade porém em solos bem drenados. Como elas não aparecem acima do solo antes da primavera ou antes do início do verão, elas não são danificadas por geadas em regiões em que ocorrem temperaturas negativas. R. praecox foi plantada nos Reais Jardins Botânicos de Kew, onde floresce entre maio e julho.